# Rustam Sodiqovich Azimov

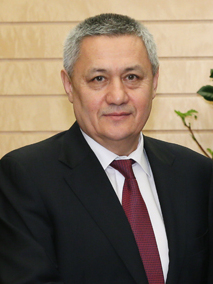
Rustam Azimov, 2015

Rustam Sodiqovich Azimov (kyrillisch Рустам Содиқович Азимов; * 20. September 1958 in Taschkent) ist ein usbekischer Politiker, Erster stellvertretender Ministerpräsident von Usbekistan zwischen 2005 und 2017. Er war außerdem Finanzminister des Landes von 1998 bis 2000 und von 2005 bis 2016.

## Biographie
Azimov studierte Geschichte an der Staatlichen Universität Taschkent und Wirtschaftswissenschaften am Taschkenter Institut für Bewässerung und Melioration. Anschließend erwarb er seinen Masterabschluss an der University of Oxford.
1990 wurde Azimov Vorsitzender von Innovation Commercial Bank Ipak Yuli. Zwischen 1991 und 1998 war er Vorstandsvorsitzender der usbekischen Nationalbank für außenwirtschaftliche Aktivitäten und leitete gleichzeitig ein Finanzprojekt der Europäischen Bank für Wiederaufbau und Entwicklung in Usbekistan.
1998 wurde Azimov zum Finanzminister Usbekistans ernannt. Im August 2000 stieg er zum stellvertretenden Ministerpräsidenten. Einige Monate später übernahm er noch die Verwaltung des Ministeriums für Makroökonomie und Statistik, das aber im Dezember 2002 offiziell abgeschafft wurde.
Im Februar 2005 rückte Azimov zum Ersten Stellvertretenden Ministerpräsidenten von Usbekistan. Parallel dazu übte er noch fast zehn jahrelang den Posten des Wirtschaftsministers und Finanzministers aus. Azimov wurde als einer der aussichtsreichsten Nachfolger des 2016 verstorbenen Präsidenten Islom Karimov ausgehandelt.
Mit der Machtübernahme von Shavkat Mirziyoyev im Dezember 2016 verschlechterte sich das persönliche Vertrauensverhältnis zwischen ihm und Azimov zunehmend. In öffentlichen Auftritten warf der Präsident Azimov vor, für die Bankenkrise in Usbekistan verantwortlich zu sein. Nach massiver Kritik trat Azimov im Juni 2017 von seinem Amt als Erster Stellvertretender Ministerpräsident zurück.

## Belege
1. ↑  John Pike: Uzbekistan – Rustam Sodikovich Azimov. Abgerufen am 16. August 2018.
2. ↑  Sputnik: Взлеты и падения Рустама Азимова: за что вице-премьер снят с должности. Abgerufen am 16. August 2018 (russisch).
3. ↑  Rustam Azimov, Once Seen As Potential Uzbek President, Dismissed From Government. Abgerufen am 16. August 2018 (englisch).

| Personendaten    | Personendaten                                                                          |
| ---------------- | -------------------------------------------------------------------------------------- |
| NAME             | Azimov, Rustam Sodiqovich                                                              |
| ALTERNATIVNAMEN  | Азимов, Рустам Содиқович (usbekisch)                                                   |
| KURZBESCHREIBUNG | usbekischer Politiker, Finanzminister, stellvertretender Ministerpräsident Usbekistans |
| GEBURTSDATUM     | 20. September 1958                                                                     |
| GEBURTSORT       | Taschkent                                                                              |